# Bernardino Cortez
Bernardino Cruz Cortez (ur. 3 lipca 1949 w Baclaran) – filipiński duchowny rzymskokatolicki, w latach 2015–2025  prałat terytorialny Infanta.

## Życiorys
Święcenia kapłańskie otrzymał 23 czerwca 1974 i inkardynowany został do diecezji San Pablo. Pracował w wielu parafiach diecezji (m.in. w Kalayaan i San Pablo), był także ojcem duchownym diecezjalnego seminarium oraz instytutu teologicznego w Tagaytay.
31 maja 2004 papież Jan Paweł II mianował go biskupem pomocniczym Manili i biskupem tytularnym Bladii. Sakry biskupiej udzielił mu 20 sierpnia 2004 ówczesny nuncjusz apostolski na Filipinach, abp Antonio Franco.
Mianowany 27 października 2014 prałatem terytorialnym Infanta, urząd objął 23 stycznia 2015. 
16 maja 2025 papież Leon XIV przyjął jego rezygnację z urzędu prałata terytorialnego Infanta